# Contea di Long
La contea di Long (in inglese Long County) è una contea dello Stato della Georgia, negli Stati Uniti. La popolazione al censimento del 2000 era di 10 304 abitanti. Il capoluogo di contea è Ludowici.